# Paretroplus
Genre
Le genre Paretroplus regroupe douze espèces de poissons malgaches de la famille des Cichlidae.

## Liste d'espèces
Selon FishBase
- Paretroplus dambabe Sparks, 2002
- Paretroplus damii Bleeker, 1868
- Paretroplus gymnopreopercularis Sparks, 2008
- Paretroplus kieneri Arnoult, 1960
- Paretroplus lamenabe Sparks, 2008
- Paretroplus loisellei , Sparks et Schelly, 2011
- Paretroplus maculatus Kiener et Maugé, 1966
- Paretroplus maromandia Sparks et Reinthal, 1999
- Paretroplus menarambo Allgayer, 1996
- Paretroplus nourissati (Allgayer, 1998)
- Paretroplus petiti Pellegrin, 1929
- Paretroplus polyactis Bleeker, 1878
- Paretroplus tsimoly Stiassny, Chakrabarty et Loiselle, 2001

Selon ITIS (mis à jour en 2004)
- Paretroplus dambabe Sparks, 2002
- Paretroplus damii Bleeker, 1868
- Paretroplus kieneri Arnoult, 1960
- Paretroplus maculatus Kiener & Maugé, 1966
- Paretroplus maromandia Sparks & Reinthal, 1999
- Paretroplus menarambo Allgayer, 1996
- Paretroplus nourissati (Allgayer, 1998)
- Paretroplus petiti Pellegrin, 1929
- Paretroplus polyactis Bleeker, 1878
- Paretroplus tsimoly Stiassny, Chakrabarty & Loiselle, 2001